# 4825 Ventura
4825 Ventura este un asteroid din centura principală, descoperit pe 11 februarie 1988 de Eric Elst.